# اندیس باغ برج ۱
باغ برج ۱ یک اندیس فلزی است که در حوالی شهر اسفندقه استان کرمان قرار دارد و مادهٔ معدنی موجود در آن، پیریت است.  